# Epeli Ganilau
Epeli Ganilau (ur. 10 października 1951, zm. 23 marca 2023) – fidżyjski polityk, wojskowy.
Syn pierwszego prezydenta Republiki Fidżi, Sir Penaia Ganilau. W latach 1987–1998 był szefem sztabu generalnego, odszedł w stan spoczynku jako generał brygadier. W 1999 współzałożyciel Partii Chrześcijańsko-Demokratycznej, został także mianowany senatorem (do 2001).
Od 2001 pełnił wpływową rolę przewodniczącego Wielkiej Rady Wodzów (zastąpił Sitiveniego Rabukę, oskarżonego o współudział w zamachu stanu George Speighta w 2000). W lipcu 2004 został odwołany ze stanowiska po tym, jak publicznie zażądał ustąpienia wiceprezydenta Jope Seniloli. Seniloli był oskarżony o zdradę w związku z udziałem w przewrocie Speighta i ostatecznie stracił stanowisko wiceprezydenta w listopadzie 2004. Następcą Epeli Ganilau na stanowisku przewodniczącego Wielkiej Rady Wodzów został Ovini Bokini.
Żona Ganilau, Adi Ateca Mara, jest córką Kamisese Mary, pierwszego premiera niepodległego Fidżi i późniejszego prezydenta.